# 滋賀県道519号菖蒲線

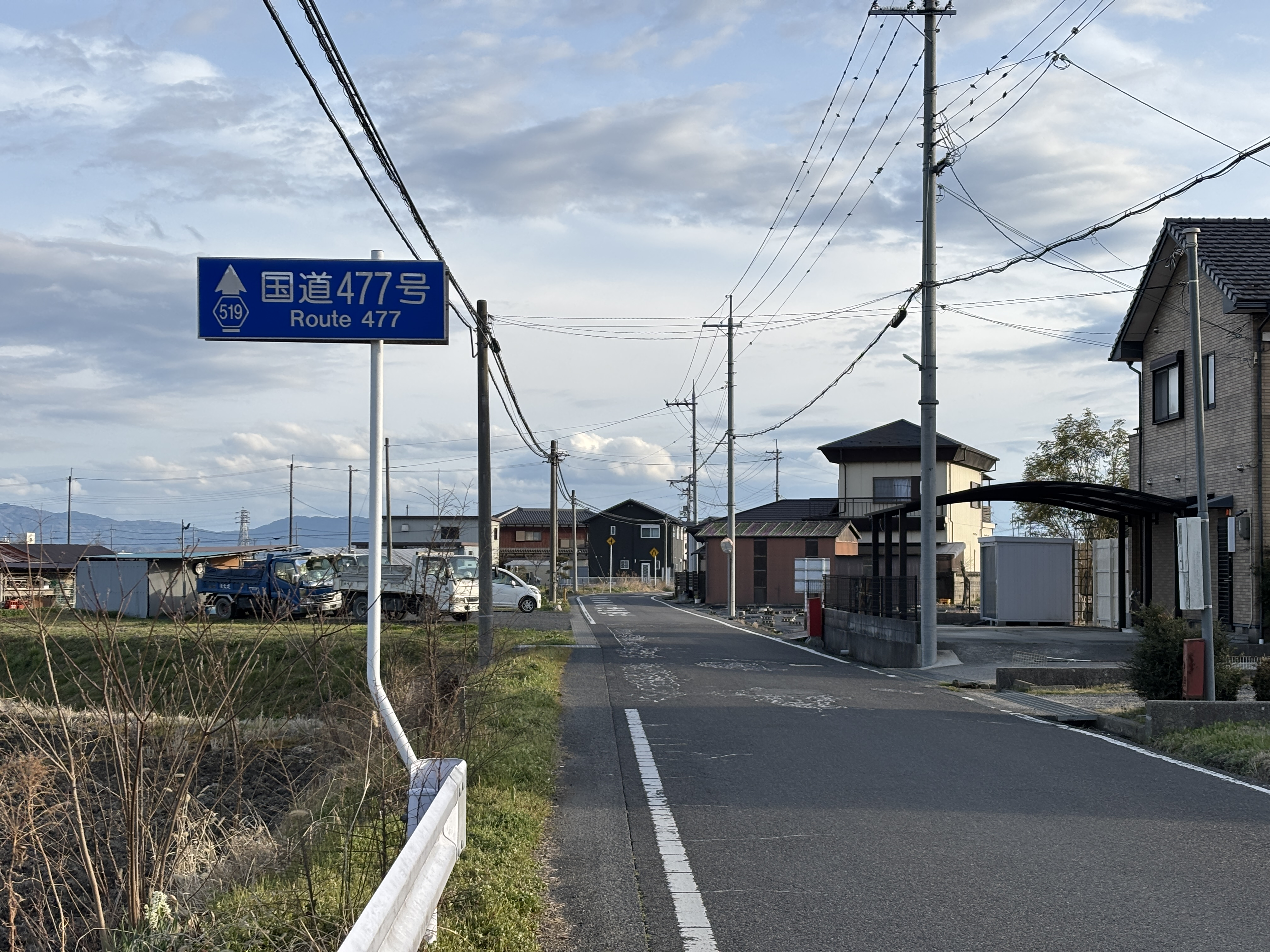
野洲市堤付近

滋賀県道519号菖蒲線（しがけんどう519ごう あやめせん）は、滋賀県野洲市を通る一般県道である。

## 概要
野洲市菖蒲から野洲市堤に至る。
野洲市内では国道477号と湖岸を結ぶ唯一の県道。

### 路線データ
- 起点：野洲市菖蒲（滋賀県道559号近江八幡大津線）
- 終点：野洲市堤（堤交差点、国道477号交点）
- 総延長：3.0 km

## 地理

### 通過する自治体
- 野洲市

### 交差する道路
| 交差する道路                                         | 交差する場所 | 交差する場所    |
| ---------------------------------------------------- | ------------ | --------------- |
| 滋賀県道559号近江八幡大津線 / 湖岸道路＝さざなみ街道 | 菖蒲         | 起点            |
| 国道477号                                            | 堤           | 堤交差点 / 終点 |

### 沿線
- あやめ浜水泳場
- 杜若神社
- 下堤神社